# Brickellia brachyphylla
Brickellia brachyphylla es una especie de planta fanerógama perteneciente a la familia de las asteráceas. 

## Distribución y hábitat
Es originaria del suroeste de los Estados Unidos, en Arizona, Nuevo México, Colorado, en el oeste de Texas y Oklahoma. Hay informes de que anteriormente se produjo en el suroeste de Kansas, pero estas poblaciones parecen ser que se han extinguido.

## Descripción
Brickellia brachyphylla es un arbusto de hasta 100 cm de altura, que crece de un arbolado caudex. Produce muchas pequeñas cabezas de flores con floretes del disco de color verde pálido, pero no flores liguladas.

## Taxonomía
Brickellia brachyphylla fue descrita por (A.Gray) A.Gray y publicado en Smithsonian Contributions to Knowledge 3(5): 84. 1852.
Etimología
Brickellia: nombre genérico otorgado en honor del médico y naturalista estadounidense John Brickell (1749-1809).
brachyphylla; epíteto latíno que significa "con hojas pequeñas".
Sinonimia
- Brickellia hinckleyi Standl.
- Clavigera brachyphylla A.Gray
- Coleosanthus brachyphyllus (A.Gray) Kuntze[6]